# Sud Sardegna
Provinsen Sud Sardegna (it. Provincia del Sud Sardegna) er en provins i regionen Sardinien i Italien. Carbonia er provinsens hovedby foreløbig.
Der var 351 586 indbyggere ved folketællingen i 2018.
39°09′00″N 8°31′00″Ø / 39.15°N 8.516667°Ø